# DIN-Steckverbinder

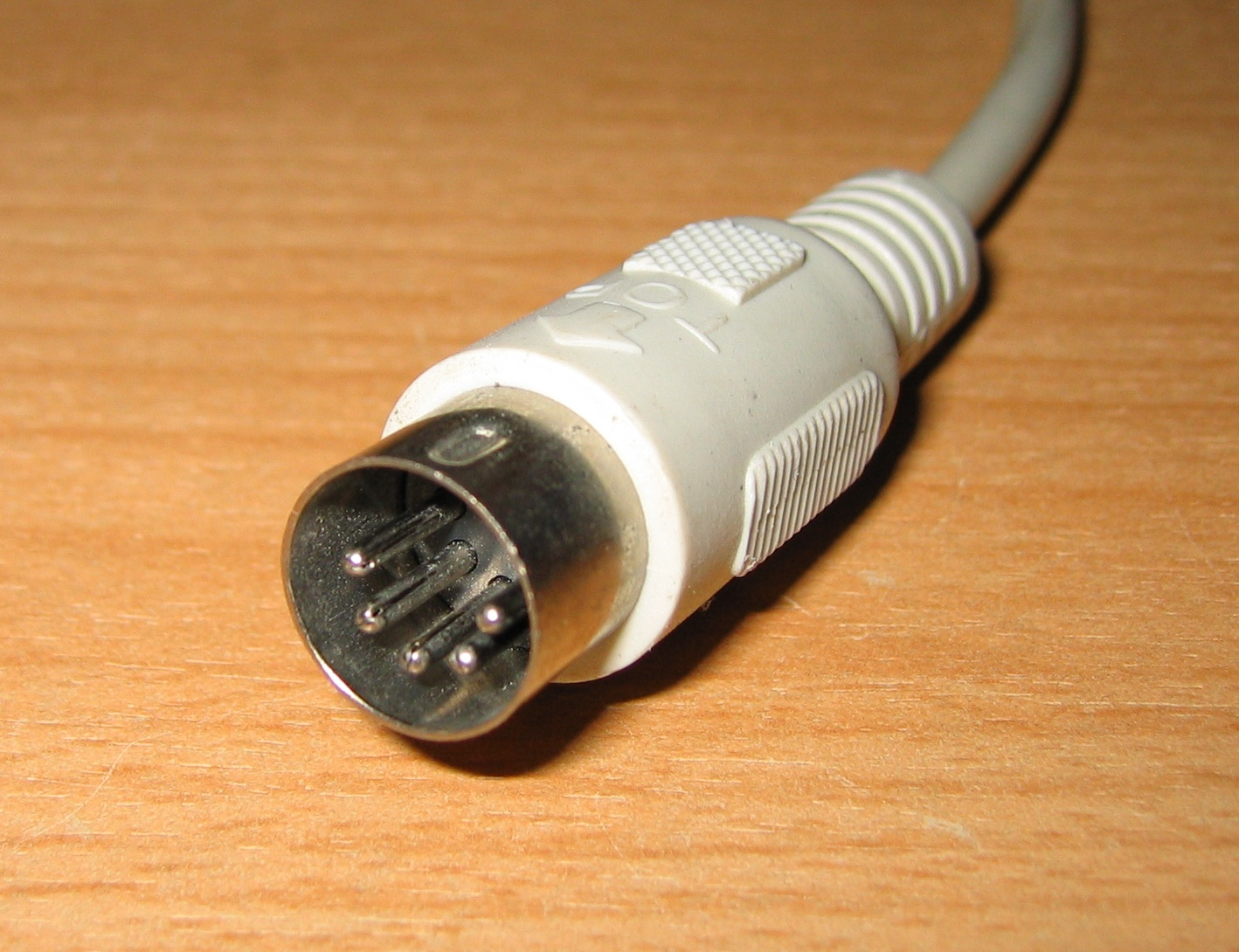
5-poliger DIN-Stecker, Rille gegen Verdrehen und Markierungspfeil „TOP“ am Griff oben

DIN-Stecker ist eine umgangssprachliche Bezeichnung für Rund-Steckverbindungen, die den Normen DIN 41524 (drei- und fünfpolig), 45322 (fünfpolig mit 60° Abstand), 45326 (achtpolig) und 45329 (siebenpolig) entsprechen (ersetzt durch EN 60130-9).
DIN-Stecker, wie sie im Heimbereich verwendet werden, haben einen zylindrisch-runden Griffteil aus Thermoplast-Kunststoff mit etwa 15–16 mm Durchmesser. Heraus ragt ein zylindrischer Kragen mit 13,2 mm Durchmesser aus vernickeltem Eisenblech, der als Schirm wirkt und nicht zu den Polen gezählt wird. Die 3–8 silbern galvanisierten Messing-Stifte von 1,45 mm Durchmesser sind vorne abgerundet und ragen nicht ganz so weit vor wie der Kragen. Die Stifte sitzen fest eingegossen in einem schwarzen Kunststoffteil und stehen innen als Lötstifte ähnlich weit vor wie außen. Der Kragen aus etwa 0,6 mm dünnem Blech nimmt an 2 Rechtecklochungen 2 passende Nasen des schwarzen Einsatzes formschlüssig auf. Das Griffstück kann darüber gesteckt sein und einrastend den ganzen Stecker zusammenhalten oder als fester Verguss ausgebildet sein.
Der Kragen weist häufig „oben“ (Verwendungsposition; Verlöteposition jedoch eher unten – wie in Bildern der Stiftanordnung üblich) eine von außen nach innen durchgeprägte Längsrille auf (am Griff schließt hier zumeist ein erhabener Strich an) und dient der drehwinkelmäßigen Ausrichtung auf die Buchse, deren meist schwarzer Einsatz hier eine Rille aufweist. Eine Variante mit 2 gegenüberliegenden Rillen ist in entsprechende Buchsen auch um 180° verdreht einsteckbar. Ohne Rille gibt die Stiftanordnung allein die passende Ausrichtung vor.
Die Kontakte liegen auf einem Kreisbogen mit 45°, 60°, 72°, 90° bzw. 180° Abstand mit und ohne Zentralkontakt.
Im Einsatz von Muffe oder Buchse sitzen in den Löchern geringfügig schwimmend doch verdrehfest Federgabeln aus galvanisiertem Messingblech, innen als Lötöse zum Anlöten von Drähten vorbereitet.
Die elektrische Belastbarkeit ist dem Datenblatt eines Herstellers zu entnehmen und beträgt z. B. bei MAWI 50 BS DIN 41524: 4 A Strom und 34 V AC/DC Wechsel- und Gleichspannung.

## Geschichte

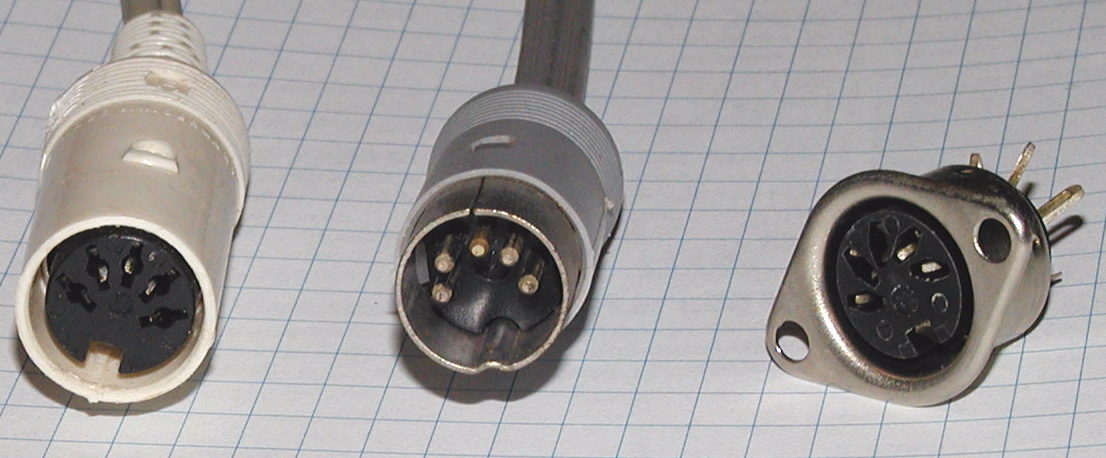
DIN-Steckverbinder in Kupplungs-, Stecker- und Buchsenvariante

DIN-Steckverbinder wurden vor allem in Europa in zahlreichen Gebieten der Elektrik und Elektronik für unterschiedliche Zwecke eingesetzt. Im Bereich Heimelektronik wurden DIN-Steckverbinder ab dem Aufkommen von Heimtonbandgeräten Mitte der 1950er Jahre sehr häufig für die Verbindung von Audiogeräten aller Art genutzt. Im Audiobereich werden sie für MIDI-Verbindungen genutzt und bei PCs für Tastatur und Maus.
5- und 6-polige DIN-Steckverbinder mit 240° (statt 180°) fanden ebenfalls Einsatz als Steckverbinder für Videorekorder.
DIN-Stecker waren in Laboren weit verbreitet, wie zum Beispiel bei Heizplatten und Magnetrührern zum Anschluss von Thermostaten.

### DIN-Steckverbinder in der DDR
In der DDR war die umgangssprachliche Bezeichnung Diodenstecker. Der Begriff geht auf die Demodulationsdiode von Rundfunkempfängern zurück, an der das Ausgangssignal abgenommen wurde. Die entsprechende Buchse dieses Steckverbindungstyps hieß „Diodenbuchse“. Die Pegel und Impedanzen waren anders als beim DIN-Steckverbinder in der Bundesrepublik Deutschland. Der Eingang hatte 1 V/1 MΩ und war somit geeignet für den Anschluss von hochohmigen Kristalltonabnehmern (KS22/KS23) von Plattenspielern. Für Export-Fernsehgeräte (Colormat 4000er-Serie) waren ebenfalls DIN-Steckverbinder für den Anschluss von Videorecordern vorgesehen. Sie sind 6-polig ausgelegt (Audio-L, Audio-R, Video, Masse, Schaltspannung, +12 V), außerdem bidirektional – bei angelegter Schaltspannung werden aus den Ausgängen Eingänge.

### Nachfolger: Cinch, SCART und HDMI
Der immer größer werdende Marktanteil der Importgeräte zwang die deutschen Hersteller, sich anzupassen und Cinch- und Klinkensteckverbindungen statt DIN-Steckverbindungen einzusetzen. Im Videobereich hatte sich der SCART-Steckverbinder durchgesetzt. Manchmal wurde statt SCART auch ein Bündel Cinch-Steckverbinder verwendet, wobei die einzelnen Stecker leicht vertauscht werden konnten. Mittlerweile wurde die analoge Übertragung weitgehend von der digitalen HDMI-Schnittstelle abgelöst. Mit HDMI können digitale Audio- und Videodaten, also etwa ein digitales HD-Videosignal inklusive digitalem Raumklang, gleichzeitig über dasselbe Kabel übertragen werden.

## Bauformen

Variationen der DIN-Stecker

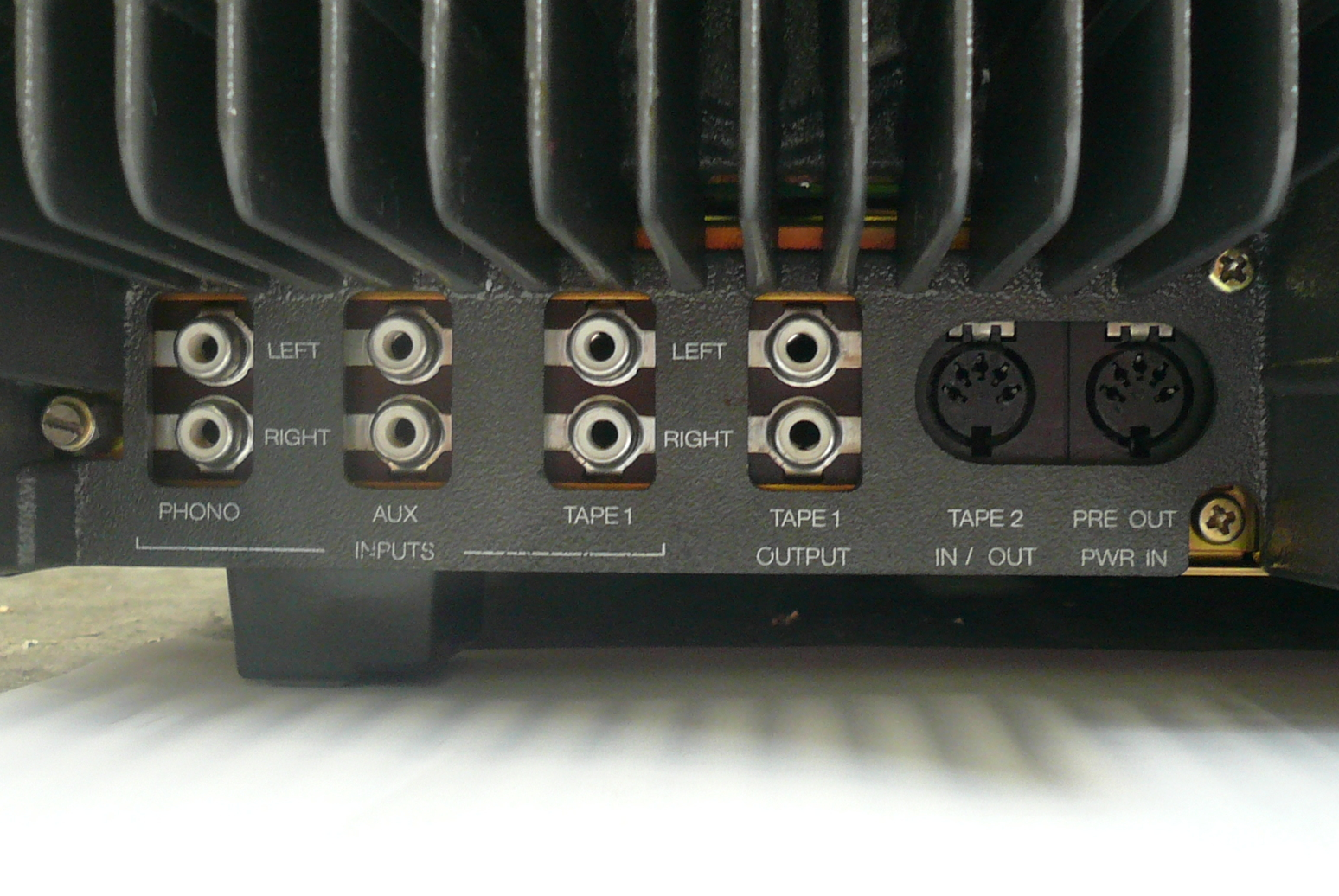
Der Audio-Receiver (Verstärker und Tuner in einem Gerät) Revox B780 von 1980 hat sowohl Cinch-Buchsen als auch 5-polige DIN-Buchsen zum Anschluss von externen Signalquellen; der Anschluss einer externen Endstufe am Vorverstärker-Ausgang (Pre out) war nur per DIN-Buchse möglich

### 2-polig 180°-Sensoren und 2-polige Stromversorgung
Die seltene 180°-Ausführung – nicht im Bild – ist für zweipolige Sensoren und kann auch der Spannungs- bzw. Stromversorgung dienen.

### 3-polig Mono
Die Variante mit drei Stiften mit Stiftabstand 90° wird für Mono-Audiogeräte eingesetzt.

### 4-polig 216° Stromversorgung
Eine Variante mit vier Stiften im Abstand von 3 × 72° dient in einigen Geräten zur Stromversorgung.

### 5-polig 180° Stereo
Fünf Stifte in 180°-Anordnung kommen bei Stereo-Audiogeräten, MIDI-Anschlüssen und PC-Tastaturen zum Einsatz.

### 5- und 6-polig 240° AV
Die 5- und 6-poligen Ausführungen in 240° wurden in Deutschland als kombinierte Steckverbinder für Video- und Audiosignale benutzt, (AV-Steckverbinder, 5-polig für Mono, 6-polig für Stereo). Sie waren der Vorgänger der SCART-Buchse. In Autoradios war diese Ausführung zum Anschluss externer Audioquellen vorgesehen.
Commodore-Computer (wie zum Beispiel der Heimcomputer Commodore 64) haben je nach Modell eine 5- oder 8-polige Ausführung für Video- und Audiosignale, eine 6-polige für den CBM-Bus, über den Drucker und Diskettenlaufwerke angeschlossen werden können, und eine 7-polige für die Stromversorgung.

### 4- und 5-polige Kopfhörerstecker und Stromversorgung
Als Kopfhörerstecker wurden 4- und 5-polige Würfelstecker verwendet – mit und ohne Zentralkontakt. Passend zur Kodierung des Steckergehäuses hat die Buchse zwei um 180° versetzte Nuten. Durch entsprechendes Einstecken des Kopfhörersteckers (in eine dafür ausgelegte Schaltbuchse) können die Lautsprecher bei Kopfhörerbetrieb wahlweise angelassen oder abgeschaltet werden.
Achtung: Es gibt-24 Volt-Steckernetzteile für Beleuchtungen mit Würfelbuchsen.
Neben den schon genannten drei Varianten bei 5-poligen Steckern gibt es auch bei den sieben- und 8-poligen DIN-Steckern jeweils zwei mechanisch nicht untereinander steckkompatible Varianten.

### 8-polig
Bei den 8-poligen Steckern, bei der die Kontaktstifte 1 bis 5 gemäß einer 5-poligen 180°-DIN-Buchse angeordnet sind, existiert sowohl eine Norm mit 270° Öffnungswinkel (nach DIN 45326) als auch eine Norm mit 262° Öffnungswinkel (hufeisenförmig nach IEC 60574-18), die unter anderem für den kombinierten Audio-Video-Anschluss bei Commodore 64/128 verwendet wurde.

### 10-, 12- und 14-polig
DIN-Steckverbinder mit zehn Kontakten kamen bei einigen Videogeräten zum Einsatz. Solche mit 12 und 14 Kontakten wurden im AV-Bereich häufig zur Steuerung von Dia- und Filmprojektoren verwendet.

## In der Industrie

### Steuerung
DIN-Steckerverbinder werden auch in industriellen Anlagen verwendet, z. B. für die Steuerung von Mobilfunkantennen. Diese Steckerverbinder sind auch als trittfeste und sogar wasserdichte (IP68)-Varianten verfügbar. Zudem verfügen sie optional über eine Überwurfmutter oder Bajonettverschluss zur Befestigung und sind elektrisch abgeschirmt.

### Profi-Mikrofon
Bis in die 1970er Jahre hinein kamen Tuchelstecker vor allem in Deutschland bei der professionellen Mikrofonverkabelung zur Anwendung (3-polige für phantomgespeiste Mikrofone, 6-polige für Mikrofone mit Röhrenvorstufe). Im Jargon sind diese Schraub-DIN-Steckverbinder als kleine Tuchel bzw. Kleintuchel bekannt. Später wurden sie durch XLR-Stecker ersetzt.
Der dem Kleintuchel begrifflich gegenüberstehende große Tuchel dagegen ist nicht mit den hier behandelten DIN-Steckverbindern kompatibel. Er wurde vor allem in der Beschallungstechnik und frühen Rundfunktechnik für den Anschluss von Mikrofonen verwendet.
Der Renkstecker in DIN-kompatibler Ausführung kam in erster Linie im CB-Funk zum Einsatz, ist aber mittlerweile in Audio-Anwendungen so gut wie nicht mehr anzutreffen.

## DIN-Audiosteckverbinder
In der Unterhaltungselektronik kam die dreipolige DIN-Buchse bei den Röhrenradios und frühen Monogeräten zum Einsatz, um mit den aufkommenden Heim-Tonbandgeräten Aufnahmen unabhängig von der eingestellten Lautstärke machen zu können. Der Abgriff des Audiosignals nach dem Demodulator (Diode) belegte Pin 1 für Aufnahme und führte dort zu den Bezeichnungen Diodenstecker und Diodenkabel. Über den hochohmigen Eingang Pin 3 konnte wahlweise das Tonbandgerät wiedergegeben oder ein Plattenspieler mit Kristalltonabnehmersystem angeschlossen werden.
Bei Stereogeräten wurde die DIN-Buchse um zwei weitere Pins erweitert. Die Kompatibilität zu dreipoligen Mono-Steckern ist grundsätzlich gegeben, bei Stereogeräten wird in diesem Fall jedoch nur der linke Kanal übertragen.
Eine Besonderheit der DIN-Audiostecker ist die Tatsache, dass die Leitungen nicht nach Signalrichtung, sondern nach Verwendungszweck zugeordnet sind, was in gewissen Gerätekonstellationen zu Kompatibilitätsproblemen führen kann, da die Pins je nach Gerätetyp unterschiedlich beschaltet sind. So sind grundsätzlich Pin 3 und 5 für die Wiedergabe, Pin 1 und 4 für die Aufnahme vorgesehen. Das bedeutet, dass Wiedergabe- und Aufnahmegeräte, wie beispielsweise Tonbandgeräte, Kassettendecks oder Plattenspieler, das Signal an den Pins 3/5 ausgeben und ein eventuelles Eingangssignal für die Aufnahme an den Pins 1/4 erwarten. Verstärker sowie Radios mit eingebautem Verstärker nutzen die Pins genau gegengleich, der Eingang liegt also auf 3/5 und der Ausgang auf 1/4. Zudem arbeiten Aufnahme- und Wiedergabekanäle mit unterschiedlichen Pegeln und Impedanzen. Werden verschiedene HiFi-Geräte über einen Verstärker betrieben oder beispielsweise ein Tonbandgerät an einem Radio, gibt es diesbezüglich keine Probleme, es kann ein gewöhnliches DIN-Kabel verwendet werden, bei dem jeder Kontakt eines Steckers direkt mit dem jeweils gleichen Kontakt des anderen Steckers verbunden ist. Sind am Wiedergabegerät mehrere DIN-Buchsen vorhanden, ist für diesen Zweck die Buchse „Radio“ zu verwenden.
Sollen dagegen beispielsweise zwei Tonbandgeräte direkt, ohne zwischengeschaltetem Verstärker, miteinander verbunden werden, ist häufig ein spezielles Überspielkabel erforderlich. Bei diesem müssen nicht nur die Kontakte überkreuzt verbunden sein (also Pin 3/5 auf Pin 1/4 des anderen Steckers), es müssen zusätzlich auch Widerstände in die Signalleitungen eingebaut sein, um Pegel und Impedanz des Wiedergabesignals an jene des Aufnahmesignals anzugleichen. Manche Geräte verfügen jedoch über einen zusätzlichen Hochpegeleingang, an dem direkt ein Signal an Pin 3/5 mit dem für die Wiedergabe üblichen Pegel eingespeist werden kann, so dass ein gewöhnliches DIN-Kabel für die direkte Überspielung verwendet werden kann. Diese Buchse ist üblicherweise mit „Phono“, „TA“ oder einem Plattenspielersymbol beschriftet und ist ein reiner Eingang. Teilweise sind beide Buchsen jedoch auch in einer kombiniert (Radio/Phono-Kombibuchse). In diesem Fall dienen Pin 3 und 5 bei der Wiedergabe als Ausgänge, bei der Aufnahme werden diese auf Hochpegeleingänge umgeschaltet, gleichzeitig stehen auch Pin 1 und 4 als Eingänge für den üblichen DIN-Aufnahmepegel zur Verfügung.
Die Signalmasse liegt in jedem Fall auf Pin 2.
Mikrofoneingänge nutzen immer Pin 3 (L/Mono) und 5 (R) für das Signal.
Die erste Generation Stereo-Plattenspieler nutzte den bis dahin am Plattenspieler ungenutzten Pin 1 für die Wiedergabe des rechten Kanals. Da dadurch Kompatibilitätsprobleme entstanden, setzte sich bald die Belegung 3 + 5 anstelle von 3 + 1 durch. Trotzdem ist an vielen Plattenspieler-Eingängen von Verstärkern ab Werk eine Brücke von Pin 1 auf Pin 5 zu finden, um beide Varianten von Plattenspielern zu unterstützen.
| Pin | Radio/Verstärker           | Wiedergabe-/Aufnahmegeräte: Radiobuchse | Wiedergabe-/Aufnahmegeräte: Phonobuchse | Wiedergabe-/Aufnahmegeräte: Kombibuchse | Mikrofonanschlüsse |
| --- | -------------------------- | --------------------------------------- | --------------------------------------- | --------------------------------------- | ------------------ |
| 1   | Ausgang Mono/Links (2mV)   | Eingang Mono/Links (2mV)                |                                         | Eingang Mono/Links (2mV)                |                    |
| 2   | Masse                      | Masse                                   | Masse                                   | Masse                                   | Masse              |
| 3   | Eingang Mono/Links (775mV) | Ausgang Mono/Links (775mV)              | Eingang Mono/Links (775mV)              | Ein- & Ausgang Mono/Links (775mV)       | Signal Mono/Links  |
| 4   | Ausgang Rechts (2mV)       | Eingang Rechts (2mV)                    |                                         | Eingang Rechts (2mV)                    |                    |
| 5   | Eingang Rechts (775mV)     | Ausgang Rechts (775mV)                  | Eingang Rechts (775mV)                  | Ein- & Ausgang Rechts (775mV)           | Signal Rechts      |

| Stereo-Stecker | Mono-Stecker |
| -------------- | ------------ |
| Stereo-Stecker | Mono-Stecker |

Die Grafik zeigt die Sicht von außen auf einen Stecker; auf der Lötseite sind die Anschlüsse natürlich spiegelverkehrt. Bei vielen Steckern sind die Nummern auf der Lötseite in den Kunststoff eingeprägt, was Verwechslungen vermeiden hilft.

### Kompatibilität DIN/Cinch
Für die Verbindung von Geräten mit DIN- und Cinch-Anschluss werden fertige Adapter angeboten. Eine Kompatibilität zwischen beiden Signalen ist jedoch nur unter gewissen Umständen gegeben:
Gerät mit Cinch-Ausgang an Radio/Verstärker mit DIN-Eingang
Möglich - Verwendet werden die Pins 2 (Masse), 3 (Links) und 5 (Rechts) am DIN-Stecker.
Wiedergabegerät mit DIN-Ausgang an beliebiges Gerät mit Cinch-Eingang
Möglich - Verwendet werden die Pins 2 (Masse), 3 (Links) und 5 (Rechts) am DIN-Stecker.
Gerät mit Cinch-Ausgang an Aufnahmegerät mit DIN-Eingang
Möglich - Jedoch muss die Beschaltung des verwendeten Einganges beachtet werden. Ist der Anschluss als Phono- oder Kombibuchse ausgelegt, kann das Signal direkt über die Pins 2 (Masse), 3 (Links) und 5 (Rechts) eingespeist werden. Handelt es sich um eine Radiobuchse ohne zusätzlichen Hochpegeleingang, muss das Signal über einen Vorschaltwiderstand von 680 Kiloohm an den Pins 1 (Links) und 4 (Rechts) angeschlossen werden.
Aufnahmegerät mit Cinch-Eingang an Radio/Verstärker mit DIN-Ausgang
Nicht möglich - Der Ausgangspegel des Radios/Verstärkers ist zu gering.

## Vor- und Nachteile
Vorteil der DIN-Steckverbindungen im Audiobereich ist ihre einfache Handhabbarkeit, da die Zuordnung von linkem und rechtem Kanal sowie von Aufnahme- und Wiedergabeanschlüssen festgelegt ist und alle Signalleitungen für ein Gerät in einem Stecker und Kabel zusammengefasst sind. Dadurch ist jedoch die Flexibilität eingeschränkt, da abweichende Anschlussbelegungen (zum Beispiel gekreuzte Verbindung bei direktem Überspielen zwischen zwei Bandgeräten) nur durch Adapter realisiert werden können.
Ein Nachteil ist die räumliche Nähe der Adern im Stereokabel, die zu Übersprechen zwischen beiden Kanälen eines Stereosignals oder zwischen Vor- und Hinterbandsignal eines Bandgeräts führen kann. Die optimale Auslegung von Pin-1+4-Eingängen in Strom- statt als Spannungsanpassung erfordert zudem andersartige Eingangsstufen. Nur dann kann das Rauschen und das Übersprechen optimal sein. Andere Lösungen erlauben auch die Kombination mit einem Mikrofoneingang. Ein Line-Pegel kann leicht mit einem hochohmigen Ausgangswiderstand für die DIN-Verbindung angepasst werden (auf 1 µA oder besser mehr für Vollaussteuerung). Die Verwendung von Dolby C oder HighCom vermindert das Bandrauschen so stark, dass nur mit Line-Eingängen (Cinch) oder eben optimierten DIN-Aufnahmeverbindung beste Rauschabstände erzielt werden können.
Ein Vorteil der DIN- gegenüber Cinch-Steckern ist ihre separat anschließbare Schirmung. Die Trennung von Signalmasse und Schirmung kann beispielsweise zur Vermeidung von Brummschleifen und allgemein elektromagnetischen Störungen beitragen. Bei Cinch kann gerade die mehrfache und geometrisch separate Masseverbindung zu Brummschleifen (und auch Übersprechen) führen.
Auch die mechanische Stabilität der DIN-Stecker und -Buchsen ist, zumindest im Heimbereich, begrenzt; abgesehen von teuren (semi-)professionellen Ausführungen sind sie nicht trittfest; siehe dagegen Tuchelstecker. Verglichen mit Nachfolgesystemen wie Mini-DIN sind sie aber noch als robust zu betrachten.

## Alternativen
Bei Audio-Geräten wurden DIN-Steckverbinder praktisch vollständig durch Cinch-Steckverbinder abgelöst. Ausnahmen bilden lediglich noch einige wenige britische und deutsche Hersteller aus dem High-End-Segment. Bei Computertastaturen wurden DIN-Steckverbinder durch PS/2 (Mini-DIN) mit identischen Signalen, später durch USB-Anschlüsse (andere Signale, anderes Protokoll) ersetzt. In einer vierpoligen Variante werden die kleineren Mini-DIN-Steckverbinder außerdem für S-Video-Verbindungen genutzt, dort nennt man sie üblicherweise Hosiden-Stecker nach dem ursprünglichen Hersteller.
Bei kompakten Audio-Geräten (wie MP3-Playern) und bei Computern werden (Mini-)Klinkenstecker verwendet.
In der Audio-Studiotechnik werden XLR-Steckverbinder verwendet, die man praktisch als größere, robustere, für den rauen Einsatz im Alltag von Live-Aufführungen geeignete Ausführung von DIN-Steckverbindern ansehen kann. Entsprechend ihrem Einsatzgebiet werden sie mit symmetrischen Signalen belegt.

## Lautsprecher-Steckverbinder

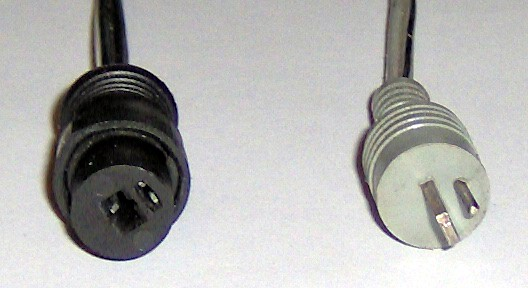
Lautsprecherkupplung und -stecker

Bei fast allen Geräten in und rund um Deutschland war bis in die 1980er-Jahre der zweipolige Lautsprecherstecker nach DIN 41529 (umgangssprachlich „LS-Stecker“ oder „Strich-Punkt-Stecker“) populär. Er gehört aber eigentlich nicht zu der Gruppe, die verkürzt DIN-Stecker genannt werden. Im Gegensatz zu den anderen abgebildeten Varianten ist er ganz anders aufgebaut, nicht geschirmt und verfügt über einen auffälligen Flachkontakt. Damit ist eine eindeutige Polung gegeben, der Flachstift ist meist mit Masse verbunden.
Die Einbaubuchsen waren in drei Varianten erhältlich:
- Ohne Hilfskontakt
- Mit Hilfskontakt am runden Kontakt, der bei Einführen eines Steckers den internen Lautsprecher abschaltet.
- Mit zwei Löchern für den runden Kontakt, davon eines mit Hilfskontakt; durch Wenden des Steckers kann der interne Lautsprecher wahlweise in Betrieb gehalten werden.

Durch die geringe Berührfläche der Kontakte waren diese Verbinder nicht für höhere Ströme geeignet. Mit den immer höher werdenden Ausgangsleistungen der HiFi-Geräte wurden sie durch Bananenstecker bzw. Klemmverbindungen ersetzt.